# Hike (Messenger)
Hike (Eigenschreibweise hike) war ein Instant-Messaging-Dienst zur Nutzung auf Smartphones und Tablets.
Betreiber ist das Joint Venture BSB Innovation India Private Limited. Die zugehörige Software ist für die Betriebssysteme Android, iOS, Symbian, Windows Phone und Windows 10 Mobile verfügbar.

## Funktionen
Zusätzlich zum Instant Messaging besteht die Möglichkeit, Foto-, Video- und Audiodateien sowie eine Sprachnachricht auszutauschen und den eigenen Standort mitzuteilen, der per GPS ermittelt wurde.

## Verfügbarkeit
Hike ließ sich seit November 2012 durch den offiziellen Vertriebskanal der jeweiligen Plattformen kostenlos beziehen.
Hike nach Umbenennungen in Hike Sticker Chat wurde der Service zum 14. Januar 2021 eingestellt und die Backup Daten auf den Servern gelöscht.
Nachrichten können nicht mehr versendet und empfangen werden. Versuche werden mit einem Uhrensymbol markiert.
Die App ist noch in den Stores verfügbar um lokale Backups einsehen zu können.

## Sicherheit
Seit Januar 2013 verschlüsselt Hike seine Nachrichten im WLAN mit einer 128-bit-SSL-Verschlüsselung.